# Внутрижелудочная pH-метрия

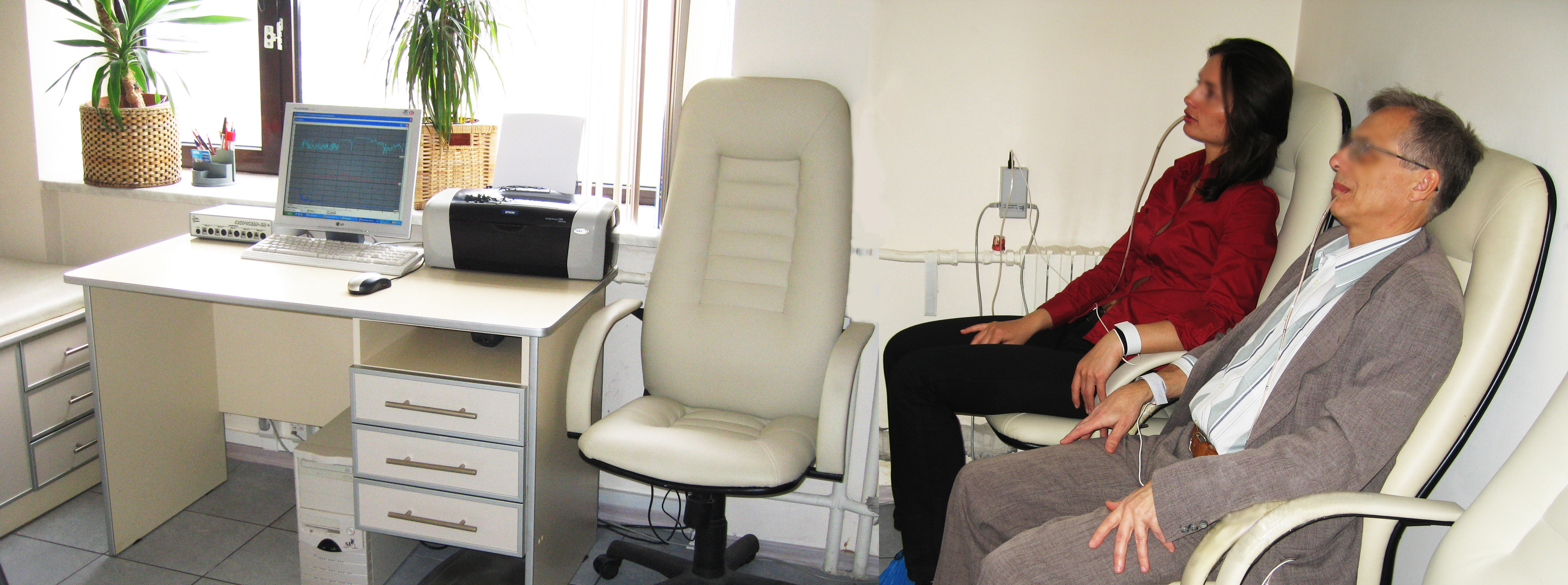
Кратковременная внутрижелудочная pH-метрия с помощью многоместного ацидогастрометра.

Внутрижелу́дочная pH-метри́я — медицинская диагностическая процедура, в процессе которой производят измерение кислотности непосредственно в желудочно-кишечном тракте. Обычно к внутрижелудочной pH-метрии относят измерение кислотности в пищеводе, желудке и двенадцатиперстной кишке. Код А09.16.004.

## Клиническое значение pH-метрии
Клиническое значение pH-метрии верхних отделов пищеварительного тракта заключается в наилучшей диагностике функциональных нарушений при кислотозависимых заболеваниях ЖКТ, позволяющей во всех  случаях, особенно при сочетанных патологиях, выработать адекватную тактику лечения и контролировать ход лечения. pH-метрия особенно важна в случаях, когда стандартные схемы лечения гастроэнтерологических, а также потенциально связанных с ними кардиальных, бронхолегочных, лорфарингеальных, стоматологических и др. патологий не дают положительного результата.

## Виды внутрижелудочной pH-метрии
Выделяют следующие основные виды внутрижелудочной pH-метрии:
- суточная pH-метрия желудка (в течение 24 часов и более);
- кратковременная внутрижелудочная pH-метрия (в течение 2-3 часов);
- экспресс pH-метрия (в течение 15-20 минут);
- эндоскопическая pH-метрия➤ (во время гастроскопии).

### Кратковременная внутрижелудочная pH-метрия
Кратковременная внутрижелудочная pH-метрия используется для исследования кислотообразующей и кислотонейтрализующей функций желудка в базальных условиях и после стимуляции (гистамином или пентагастрином). Измеряются средние уровни pH в разных отделах желудка, и по ним делается заключение. Оценку нейтрализующей функции антрального отдела желудка проводят по разнице минимальных величин pH в теле желудка и максимальных – в антруме.
Основным функциональным тестом при кратковременной внутрижелудочной pH-метрии является щелочной тест Нёллера. Он заключается в том, что пациенту через рот вводят в желудок 0,5 г гидрокарбоната натрия (пищевой соды), растворенного в 30 мл воды, и с помощью прибора для внутрижелудочной pH-метрии регистрируют динамику pH в теле желудка. В результате введения щёлочи происходит реакция нейтрализации соляной кислоты HCl + NaHCO3=NaCl + CO2 + H2O, уровень pH повышается, а через, так называемое, щёлочное время возвращается к исходному уровню из-за выделения соляной кислоты в желудке. 
При экспресс pH-метрии определяется только базальный уровень кислотности, т.е. решается вопрос о наличии или отсутствии соляной кислоты и определяется уровень pH в теле желудка.
Для кратковременной и экспресс pH-метрии можно использовать многоканальный прибор, который позволяет обследовать нескольких пациентов одновременно.

### Эндоскопическая pH-метрия
Эндоскопи́ческая pH-метрия проводится с помощью специального эндоскопического pH-зонда, вводимого через инструментальный канал эндоскопа. Исследование проводится во время гастроскопии, удлиняя обычную процедуру примерно на 5 минут. За это время измеряют кислотность в 9 стандартных точках желудка и двенадцатиперстной кишки под визуальным контролем.
При интерпретации результатов необходимо учитывать, что эндоскопическое исследование само по себе является фактором, стимулирующим кислотообразование.

## Показания для проведения внутрижелудочной pH-метрии
Показаниями для проведения pH-метрии являются:  
- гастроэзофагеальная рефлюксная болезнь (ГЭРБ);
- язвенная болезнь желудка и двенадцатиперстной кишки;
- различные формы хронического гастрита, дуоденита, диспепсии;
- Синдром Золлингера — Эллисона;
- пищевод Барретта;
- оценка действия лекарственных средств, снижающих секрецию, их индивидуальный подбор для больного;
- состояния после резекции желудка.

### Противопоказания
Противопоказания к исследованию складываются из противопоказаний к введению желудочного зонда и противопоказаний к использованию тех или иных стимуляторов или ингибиторов желудочной секреции.
Противопоказания к введению pH-зонда
- желудочное кровотечение (во время кровотечения и в течение 10 суток после его завершения);
- аневризма аорты;
- ожоги, дивертикулы, стриктуры пищевода;
- тяжёлые формы гипертонической болезни и коронарной недостаточности;
- обструкция носоглотки;
- тяжёлые челюстно-лицевые травмы;
- тяжёлые формы коагулопатий.

Относительные противопоказания к введению pH-зонда
- недавние хирургические вмешательства на верхних отделах ЖКТ;
- опухоли и язвы пищевода;
- наличие варикозных вен пищевода;
- кровотечение из верхних отделов ЖКТ (после остановки кровотечения возможно проведение длительной pH-метрии для контроля эффективности действия антисекреторных препаратов, предупреждающих развитие повторных кровотечений).